# Hornby Island
Hornby Island är en ö i Kanada.   Den ligger i provinsen British Columbia, i den sydvästra delen av landet, 3 600 km väster om huvudstaden Ottawa. Arean är 29,9 kvadratkilometer.
Terrängen på Hornby Island är lite kuperad. Öns högsta punkt är 298 meter över havet. Den sträcker sig 6,7 kilometer i nord-sydlig riktning, och 9,2 kilometer i öst-västlig riktning.